# Beardmore-Gletscher
Der Beardmore-Gletscher ist ein rund 160 km langer und bis zu 30 km breiter Gletscher in der antarktischen Ross Dependency. Er erstreckt sich über ein Einzugsgebiet von etwa 1 Mio. km² vom Polarplateau durch ein Trogtal zwischen der Queen-Alexandra- und der Commonwealth-Range des transantarktischen Gebirges und mündet an der Shackleton-Küste in das Ross-Schelfeis, das er am Mount Hope erreicht. Nach dem Lambert-Gletscher ist er der zweitgrößte Gletscher der Erde.
Die Südgruppe um den britischen Polarforscher Ernest Shackleton entdeckte ihn im Dezember 1908 im Zuge der Nimrod-Expedition (1907–1909) auf dem Weg zum geografischen Südpol. Benannt ist der Gletscher nach dem schottischen Unternehmer William Beardmore, einem Geldgeber der Forschungsreise. Shackleton wählte den Beardmore-Gletscher, der an seiner Mündung wie eine einladende und leicht zu übersteigende Rampe aussieht, als Route vom Ross-Schelfeis auf das Polarplateau und weiter zum Südpol, den er jedoch nicht erreichte. Etwa 180 km vor Erreichen des Ziels mussten er und seine drei Begleiter umkehren. Auf derselben Route gelangte der Brite Robert Falcon Scott mit seiner Mannschaft am 18. Januar 1912 zum Südpol, allerdings erst fünf Wochen nach dem Norweger Roald Amundsen, der mit seinem Team über den zuvor noch unbekannten Axel-Heiberg-Gletscher auf das Polarplateau vorgedrungen war.